# Буремний перевал (фільм, 1939)
«Буремний перевал» (англ. Wuthering Heights) — крупнобюджетна екранізація роману Емілі Бронте «Буремний перевал», здійснена в 1939 році на студії United Artists продюсером Семюелем Голдвіном і режисером Вільямом Вайлером. Поряд з фільмом «Віднесені вітром», який вийшов у тому ж році, вважається вершиною голлівудського романтизму 1930-х років.
Головні ролі у фільмі виконали Мерль Оберон і Лоуренс Олів'є, висунутий за цю роботу на свій перший «Оскар». Вважається, що завдяки цій ролі англійський актор став відомим і жаданим у Голлівуді. На головну жіночу роль Олів'є пропонував свою наречену Вів'єн Лі, проте продюсери зупинили свій вибір на кандидатурі Оберон, оскільки до виходу «Віднесених вітром» Лі не вважалася зіркою першої величини.
В останній сцені герої Олів'є та Оберон, взявшись за руки, віддаля́ються у світ щасливого майбутнього. І режисер, і актори відмовилися брати участь у зйомці цієї сцени, що не відповідає тону роману та фільму. Тоді до зйомок хепі-енду за наполяганням Голдвіна були залучені дублери.

## У ролях
- Лоуренс Олів'є — Гіткліфф
- Мерль Оберон — Кетрін Ерншо
- Девід Найвен — Едгар Лінтон
- Флора Робсон — Еллен Дін
- Дональд Крісп — доктор Кеннет
- Джеральдін Фіцджеральд — Ізабелла Лінтон
- Лео Г. Керролл — Джозеф
- Г'ю Вільямс — Гіндлі Ерншо
- Майлз Мендер — Локвуд
- Сесіл Келлауей — містер Ерншо
- Сесіл Гамфріс — Джадж Лінтон